# Gelbbrust-Perljunker
Der Gelbbrust-Perljunker (Anampses twistii), auch Twists Junker genannt, ist eine Fischart aus der Familie der Lippfische (Labridae). Sie kommt im tropischen Indopazifik vor. Dort reicht ihr Verbreitungsgebiet vom Roten Meer im Westen über Mauritius und die Seychellen bis zu den japanischen Ryūkyū-Inseln im Norden, den Marshallinseln und Gesellschaftsinseln im Osten und Rapa Iti im Süden. Der Gelbbrust-Junker kommt auch im Great Barrier Reef vor.

## Merkmale
Der Gelbbrust-Perljunker wird 15 bis 18 cm lang. Der Rumpf ist seitlich abgeflacht; seine Höhe ist 3 bis 3,3 mal in der Standardlänge enthalten. Das Maul ist klein und endständig, die Lippen sind etwas fleischig. An der Spitze jedes Kiefers befindet sich ein Paar großer nach vorn gerichteter Zähne, die oberen sind breit, die unteren konisch. Die übrigen Zähne sind sehr klein. Der Gaumen und der hintere Kieferbereich sind unbezahnt. Die Nasenöffnungen sind klein, die vorderen enden in kleinen Röhren, die hinteren haben vorne einen kleinen Hautlappen. Die Seitenlinie ist durchgehend. Sie verläuft zunächst über die oberen Körperseite und biegt unterhalb des neunten Rückenflossenstrahls nach unten ab um von da an bis zum Schwanzstiel auf der Mitte der Körperseiten zu verlaufen. Der Rumpf ist von kleinen Rundschuppen bedeckt; der Kopf ist bis auf kleine Schuppen im Nacken schuppenlos. Abgesehen von der Basis der Schwanzflosse sind die Flossen schuppenlos. Der Schwanzstiel ist höher als lang; die kurze Schwanzflosse ist abgerundet oder schließt sie gerade ab. Der oberste und unterste Flossenstrahl der Schwanzflosse sind unverzweigt.
Morphometrie:
- Flossenformel: Dorsale IX/12; Anale III/11–13; Pectorale 12–14, Caudale 14.
- Schuppenformel: SL 26.
- Kiemenrechen: 16–19.
- Branchiostegalstrahlen: 6.

Im Unterschied zu vielen anderen Lippfischen unterscheiden sich Männchen und Weibchen des Gelbbrust-Perljunkers in der Färbung kaum. Der Rumpf ist bräunlich gefärbt und mit dunkel umrandeten blauen Punkten übersät. Der Hinterleib ist rötlich. Bauch, Brust der untere Kopfbereich sind gelb. Die Lippen sind rötlich. Im hinteren Bereich des Kiemendeckels befindet sich ein dunkler Punkt, darüber ein grüner und darüber, am oberen Ende des Kiemendeckels ein roter. Rücken- und Afterflosse sind rotbraun und zeigen an ihrer Basis und entlang der Mitte je eine Reihe dunkel umrandeter blauer Punkte. Der Flossenrand ist blau mit einer begleitenden schwarzen Linie. Im hinteren Bereich von Rücken- und Afterflosse befinden sich schwarze, blau umrandete Augenflecke. Die Schwanzflosse ist hellrot, ihr Hinterrand ist blau. Die Brustflossenstrahlen und die Bauchflossen sind gelb.

## Lebensweise
Der Gelbbrust-Perljunker kommt von geschützten Lagunen bis zur Brandungszone in einer Vielzahl von Korallenriffbiotopen in Tiefen von 5 bis 30 Metern vor. Normalerweise lebt er als Einzelgänger zwischen größeren Korallen. Jungfische schwimmen oft mit dem Kopf nach unten gerichtet und mit aufgerichteter Rücken- und Afterflosse und dabei die Augenflecke präsentierend.